# O du som har ett hult försvar
O du som har ett hult försvar är en psalm med text skriven av Gustaf Fredrik Gyllenborg och senar bearbetad av Christopher Dahl.
|  |
|  |

## Publicerad i
- 1819 års psalmbok som nr 377 under rubriken "Bön under krig".[1]